# Tutti gli uomini del presidente (saggio)
Tutti gli uomini del presidente è un libro scritto nel 1974 dai giornalisti statunitensi Bob Woodward e Carl Bernstein. È la cronaca dell'inchiesta svolta dai due giornalisti del Washington Post sul caso Watergate, che portò alle dimissioni di Richard Nixon dalla carica di Presidente degli Stati Uniti.
A questo libro si ispira il film omonimo del 1976, diretto da Alan J. Pakula, con Robert Redford e Dustin Hoffman nei ruoli, rispettivamente, di Bob Woodward e Carl Bernstein. Fu appunto Redford a incoraggiare Bob Woodward e Carl Bernstein a scrivere il libro, poiché era interessato ad acquisirne i diritti cinematografici. Infatti Redford è non soltanto interprete ma anche produttore esecutivo del film.
Il titolo del libro s'ispira a un verso della nota poesiola inglese per bambini, Humpty Dumpty: «Tutti i cavalli e tutti gli uomini del re non poterono rimettere insieme Humpty».